# Juegos Juveniles Nacionales de Venezuela en 2013
Los Juegos Juveniles Nacionales u Olimpiada Nacional Son un Evento Multideportivo que reúne atletas con edades comprendidas entre 14 y 22 años de toda Venezuela y se llevaron a cabo desde el 13 al 27 de septiembre en la Aglomeración Urbana denominada la "Gran Caracas"; que incluye el Distrito Metropolitano de Caracas (Municipio Libertador, Chacao, Baruta, Sucre y El Hatillo), las ciudades satélites Guarenas, Guatire, Los Teques, Carrizal, San Antonio de Los Altos, Charallave, Cúa, Catia La Mar, La Guaira, Macuto, Caraballeda, Carayaca; formando una aglomeración urbana que se extiende por 3 estados de Venezuela: Vargas, Miranda y el Distrito Capital y con una población cercana a los 7 millones de habitantes.
Participaron más de 6000 atletas que son el futuro deportivo del país y muchos de ellos ya representan a Venezuela en sus respectivas disciplinas deportivas y un considerable número de ellos han ganado campeonatos mundiales, panamericanos y sudamericanos.
La Mayoría de las competiciones se realizaron a lo largo y ancho de la Gran Caracas aunque unas pocas se realizaron en estados vecinos.

## Deportes
Más de 6000 atletas de todo el país participarán en los siguientes deportes:
| - Atletismo - Bádminton - Baloncesto - Balonmano - Béisbol - Bolos - Boxeo - Canotaje - Ciclismo - Ciclismo BMX - Ciclismo de montaña - Ciclismo de pista - Ciclismo de Ruta | - Deportes acuáticos - Clavados - Nado sincronizado - Natación - Natación en aguas abiertas - Waterpolo - Esgrima - Fútbol - Gimnasia - Gimnasia acrobática - Gimnasia artística - Gimnasia rítmica | - Hockey sobre césped - Judo - Karate - Levantamiento de pesas - Lucha - Lucha grecorromana - Patinaje de velocidad - Pelota vasca - Racquetball - Remo - Rugby 7 | - Sóftbol - Taekwondo - Tenis - Tenis de mesa - Tiro con arco - Tiro deportivo - Triatlón - Vela - Voleibol - Voleibol de playa |

## Estados participantes
| - Amazonas - Estado Anzoátegui - Apure - Aragua - Barinas - Bolívar - Carabobo - Cojedes - Delta Amacuro - Distrito Capital | - Falcón - Guárico - Lara - Mérida - Miranda - Monagas - Nueva Esparta - Portuguesa - Sucre - Táchira | - Trujillo - Vargas - Yaracuy - Zulia |

## Sedes y escenarios.

### En la Gran Caracas
| Estadio/instalación deportiva                             | Deporte/ceremonia                             | Capacidad/Aforo |
| --------------------------------------------------------- | --------------------------------------------- | --------------- |
| Estadio Olímpico Brígido Iriarte                          | Ceremonia de Apertura Atletismo Fútbol        | 8.000           |
| Fuerte Tiuna                                              | Atletismo (Maratón)                           |                 |
| Complejo de piscinas Olímpicas del Parque Naciones Unidas | Natación Nado Sincronizado Clavados           | 5.000           |
| Complejo de piscinas Olímpicas de la UCV                  | - Waterpolo                                   |                 |
| Gimnasio Cubierto de la UCV                               | Baloncesto                                    | 3.500           |
| Estadio de Béisbol del Polideportivo Chino Canónico       | Béisbol                                       | 700             |
| Embalse la Mariposa                                       | Canotaje, Remo                                |                 |
| Av. Bolívar                                               | Ciclismo de Ruta                              |                 |
| Velódromo Teo Capriles                                    | Ciclismo de Pista, Patinaje de Velocidad      | 2200            |
| Gimnasio de la EFOFAC                                     | Esgrima, Lucha                                | 2900            |
| Cocodrilos Sports Park                                    | Fútbol                                        | 3500            |
| Complejo de Rácquetbol Cocodrilo Sport Club               | rácquetbol                                    |                 |
| Gimnasio José Beracasa                                    | Gimnasia Artística                            | 5000            |
| Gimnasio Leopoldo Márquez "Poliedrito"                    | Judo                                          | 1000            |
| Gimnasio Vertical del Polideportivo Macarao               | Levantamiento de Pesas                        |                 |
| Paseo Los Próceres                                        | Patinaje de Velocidad (Maratón)               |                 |
| Centro Vasco de Caracas                                   | Pelota Vasca                                  | 850             |
| Estadio Olímpico de la UCV                                | Rugby                                         | 24.900          |
| Estadio Independencia La Rinconada                        | Softbol                                       | 7000            |
| Estadio 8.º Inning                                        | Softbol                                       | 1200            |
| Gimnasio Papelón Borges                                   | Tenis de mesa                                 |                 |
| Gimnasio Gastón Portillo                                  | Voleibol                                      | 600             |
| Circuito la Fragua                                        | Ciclomontañismo                               |                 |
| Pista de Bicicrós la Rosaleda                             | Bicicrós                                      |                 |
| Gimnasio José Joaquín Papá Carrillo                       | Bádminton, Gimnasia Rítmica                   | 3500            |
| Centro Nacional de Bowling Mampote                        | Bowling                                       | 2750            |
| Canchas del Colegio Internacional de Baruta               | Hockey sobre césped                           |                 |
| Centro Nacional Tenis Santa Rosa de Lima                  | Tenis                                         |                 |
| Playa Mansa la Guaira Archivo:File:La Guaira.jpg          | Natación en Aguas abiertas                    |                 |
| Gimnasio de la Escuela Naval                              | Balonmano, Boxeo                              | 2000            |
| Domo José María Vargas                                    | Boxeo, Gimnasia Acrobática, Karate, Taekwondo | 7000            |
| Balneario Camurí Chico                                    | Triatlón                                      |                 |
| Club Tanaguarena                                          | Voleibol de Playa                             |                 |

### Fuera de la Gran Caracas
| Instalación deportiva y Ciudad               | Deporte        | Aforo |
| -------------------------------------------- | -------------- | ----- |
| Canchas de Tiro "Manuel Trujillo" (Valencia) | Tiro con arco  | 600   |
| Polígono de tiro de Carabobo (Valencia)      | Tiro Deportivo |       |

## Medallero
Estados que albergan la Gran Caracas sombreados.
De los 24 Estados participantes, 23 han logrado por lo menos una medalla de oro, una de plata y una de bronce
| Núm. | País              | Oro | Plata | Bronce | Total |
| ---- | ----------------- | --- | ----- | ------ | ----- |
| 1    | Distrito Capital  | 62  | 51    | 43     | 156   |
| 2    | Carabobo          | 53  | 70    | 65     | 188   |
| 3    | Lara              | 43  | 43    | 64     | 150   |
| 4    | Estado Anzoátegui | 40  | 40    | 26     | 106   |
| 5    | Miranda           | 33  | 30    | 40     | 103   |
| 6    | Bolívar           | 26  | 16    | 34     | 76    |
| 7    | Sucre             | 24  | 19    | 16     | 59    |
| 8    | Zulia             | 24  | 18    | 30     | 72    |
| 9    | Táchira           | 23  | 20    | 27     | 70    |
| 10   | Mérida            | 20  | 24    | 16     | 60    |
| 11   | Yaracuy           | 18  | 10    | 18     | 46    |
| 12   | Barinas           | 17  | 18    | 24     | 59    |
| 13   | Trujillo          | 13  | 13    | 12     | 38    |
| 14   | Aragua            | 13  | 12    | 35     | 60    |
| 15   | Guárico           | 10  | 18    | 16     | 44    |
| 16   | Falcón            | 10  | 16    | 19     | 45    |
| 17   | Portuguesa        | 9   | 5     | 8      | 21    |
| 18   | Cojedes           | 4   | 7     | 18     | 29    |
| 19   | Monagas           | 4   | 5     | 10     | 19    |
| 20   | Vargas            | 3   | 10    | 11     | 24    |
| 21   | Delta Amacuro     | 2   | 4     | 6      | 12    |
| 22   | Apure             | 1   | 8     | 10     | 18    |
| 23   | Nueva Esparta     | 1   | 1     | 7      | 9     |
| 24   | Amazonas          | 0   | 0     | 0      | 0     |

## Ciudad Sede
La Gran Caracas es una aglomeración urbana que ronda los 7 millones de habitantes y que se extiende por 3 estados (Miranda, Vargas y el Distrito Capital)y se divide en varias regiones lo que hace que la Gran Caracas sea una aglomeración de distintos climas y relieves.

### Altos Mirandinos
Es una región montañosa del estado Miranda conformada por los municipios Carrizal, Los Salias, Guaicaipuro, se encuentra a una altitud de más de 1.300 m s. n. m. y posee un clima frío templado.

### Valles del Tuy
Ubicada en el estado de Miranda en el valle del Río Tuy, abarca los municipios Paz Castillo, Cristóbal Rojas, Simón Bolívar, Independencia, Urdaneta, Lander. En esa región geográfica de la Gran Caracas se encuentras las localidades de Ocumare del Tuy, Cúa, Charallave, Santa Teresa del Tuy, Santa Lucía del Tuy y San Francisco de yare.

### Guarenas-Guatire
Es una región formada por las localidades de Guarenas y Guatire, se ubican a 374 m s. n. m. y poseen una temperatura promedio de 30 °C.

### Litoral
Representa la línea costera del estado Vargas, se localiza detrás del Ávila y en él se encuentran las localidades de La Guaira, Maiquetía, Catia la Mar, Macuto, Caraballeda, Camurí Chico, Naiguatá. En esa región se pueden encontrar balnearios, casas vacacionales, paradisíacas playas. Es una Región mayormente vacacional ya que los caraqueños más ricos tienen sus casas de vacaciones a orillas del mar. Sus principales actividades económicas son el turismo, la pesca y el transporte ya que en esa región se encuentra el aeropuerto más importante del país: Aeropuerto Internacional de Maiquetía Simón Bolívar.
Distrito Metropolitano:Formado por el Distrito Capital y los municipios Baruta, Chacao, El Hatillo, Sucre del estado Miranda. Es la región más poblada de la Gran Caracas, en ella se encuentran los principales centros financieros del país así como algunas sedes de empresas nacionales, transnacionales, entes gubernamentales, rascacielos más altos de la ciudad, museos, etc.
- Datos: Q16585563